# Hanns Malissa
Hanns Malissa (Bruck an der Mur, 1920. október 8. – Bruck an der Mur, 2010. június 22.) osztrák kémikus, vegyészmérnök, a Magyar Tudományos Akadémia tiszteleti tagja.

## Életútja
1939–1940-ben a prágai Cseh Műszaki Főiskolán, majd 1941–1943-ban a Grazi Műszaki Egyetemen folytatott felsőfokú tanulmányokat. 1944-től a grazi műegyetem élelmiszer-kémiai intézetében, majd 1946-tól 1953-ig mikro- és geokémiai intézetében dolgozott. Időközben 1948-ban analitikai kémiából és mikrokémiából az egyetem magántanárává habilitált, 1948–1949-ben pedig az Uppsalai Egyetemen dolgozott kutatási asszisztensként. 1953 és 1959 között a mainzi Max Planck Kémiai Intézet tudományos munkatársaként végzett kutatásokat. 1959-ben a Bécsi Műszaki Egyetem analitikai kémiai intézetének tanszékvezető egyetemi tanárává nevezték ki. 1989. évi nyugdíjazását követően az intézet professor emeritusa volt.

## Munkássága
Fő kutatási területe az analitikai kémia, azon belül az elektronsugár-mikroanalízis és a környezetvédelmi analitika volt. Behatóan foglalkozott a ditiokarbamátok analitikai alkalmazásnak lehetőségeivel, az analitikai kémia rendszer- és információelméletével, valamint automatizálási lehetőségeivel, például a fémfelületek vizsgálatában.
Könyvei mellett pályája során mintegy kétszázötven tanulmánya jelent meg. Részt vett az ausztriai Microchimica Acta, a hollandiai Analytica Chimica Acta, valamint a Talantas szerkesztőbizottsági munkálataiban.

### Társasági tagságai és elismerései
1979 után az Osztrák Tudományos Akadémia levelező tagja volt, 1988-ban a Magyar Tudományos Akadémia tiszteleti, 1992-ben a Finn Tudományos Akadémia külső tagjává választották. 1961 és 1965 között az Osztrák Mikrokémiai és Analitikai Kémiai Társaság elnöki tisztét töltötte be, 1984 után pedig az Osztrák Mikrokémiai Társaság tiszteletbeli elnöke volt. 1976 és 1981 között az Európai Kémiai Társaságok Szövetségén (Federation of European Chemical Societies) belül működő analitikai kémiai szakosztály munkáját irányította elnökként. Levelező tagja volt a Finn Kémiai Társaságnak (1984) és a Német Kémiai Társaságnak (1989)
Tudományos munkásságáért 1950-ben Fritz Feigl-díjat kapott, továbbá két ízben, 1965-ben és 1992-ben is átvehette a Fritz Pregl-díjat, az Osztrák Tudományos Akadémia kémiai kitüntetését. Életműve elismeréséül 2002-ben az egyik legnagyobb osztrák állami kitüntetést, a Szövetségi Érdemérmet ítélték oda neki. 1982-ben a Budapesti Műszaki Egyetem díszdoktorává avatták.

### Főbb művei
- Anorganische qualitative Mikroanalyse. Wien: Springer. 1958. (Anton Alexander Benedetti-Pichlerrel)
- Elektronenstrahl-Mikroanalyse. Wien: Springer. 1966.
- Elektronenstrahlmikrosonden-Untersuchungen am Allende-Meteorit. Wien. 1971. (Doktori disszertációja)
- Elektronenstrahl-Mikroanalyse <ESMA> zur Untersuchung basischer feuerfester Stoffe. Wien: Springer. 1972. (K. H. Obsttal és Wolfgang Münchberggel)
- Elektronenstrahl Mikroanalyse feuerfester Materialien. Wien: Springer. 1977.
- Moderne analytische Chemie V.: System- und Informationstheorie in der Analytischen Chemie. 1970.